# Carol Sobieski
Carol Sobieski (* 16. März 1939 in Chicago, Illinois als Carol O’Brien; † 4. November 1990 in Santa Monica, Kalifornien) war eine US-amerikanische Drehbuchautorin.

## Leben
Carol Sobieski wurde als Carol O’Brien und Tochter eines Anwalts und einer Lehrerin und Politikerin in Chicago geboren. Ihre Kindheit verbrachte sie allerdings in Amarillo, Texas, wohin sie im Alter von fünf Jahren zog. Nach ihrem Abschluss am Smith College, graduierte sie am Trinity College in Dublin, Irland, worauf ihr Onkel, der Drehbuchautor und Oscarpreisträger James R. Webb, sie dazu ermunterte, nach Los Angeles zu kommen, um es als Drehbuchautorin zu probieren. Und so konnte sie, nachdem sie bereits für die beiden Fernsehserien Mr. Novak und Peyton Place insgesamt neun Drehbücher schrieb, bereits 1966 mit dem Drama Fame Is the Name of the Game ihr erstes Drehbuch für einen Spielfilm schreiben.
In ihrer Karriere wurde sie zweimal für einen Emmy nominiert, erhielt eine wenig schmeichelhafte Nominierung für das Schlechteste Drehbuch der Goldenen Himbeere und wurde posthum mit einer Oscarnominierung für das Beste Adaptierte Drehbuch der Literaturverfilmung Grüne Tomaten bedacht.
Seit dem Jahr 1964 war sie mit dem Anwalt James Louis Sobieski verheiratet, mit dem sie drei gemeinsame Kinder hatte. Carol Sobieski verstarb bei sich zu Hause am 4. November 1990 an den Folgen der Krankheit Amyloidose.

## Filmografie (Auswahl)
- 1964: Mr. Novak (Fernsehserie, 3 Episoden)
- 1965–1966: Peyton Place (Fernsehserie, 6 Episoden)
- 1966: Fame Is the Name of the Game
- 1971: Nur ein Spiel (A Little Game)
- 1976: Harry S. Truman: Plain Speaking
- 1978: Der Champion (Casey's Shadow)
- 1980: On the Road Again (Honeysuckle Rose)
- 1982: Annie
- 1982: Der Spielgefährte (The Toy)
- 1985: Geliebter einer Ehefrau (Obsessed with a Married Woman)
- 1985: Sylvester
- 1988: Agent ohne Namen (The Bourne Identity)
- 1988: Winter People – Wie ein Blatt im Wind (Winter People)
- 1991: Ein Meer für Sarah (Sarah, Plain and Tall)
- 1991: Grüne Tomaten (Fried Green Tomatoes (at the Whistle Stop Cafe))

## Auszeichnungen (Auswahl)
Oscar
- 1992: Bestes Adaptiertes Drehbuch – Grüne Tomaten (nominiert)

Goldene Himbeere
- 1983: Schlechtestes Drehbuch – Annie (nominiert)